# Sant Pere Màrtir dels Masos de Tamúrcia
Sant Pere Màrtir és l'església del poble dels Masos de Tamúrcia, de l'antic terme d'Espluga de Serra, actualment englobat en el de Tremp.
Està situada en el mateix nucli dels Masos de Tamúrcia, al costat occidental del poble. Aquesta església és sufragània de la parròquia de Sant Josep de la Torre de Tamúrcia.